# Compsophorus crassidentatus
Compsophorus crassidentatus är en stekelart som först beskrevs av Heinrich 1938.  Compsophorus crassidentatus ingår i släktet Compsophorus och familjen brokparasitsteklar. Inga underarter finns listade i Catalogue of Life.